# Teodoro Mendes Tavares
Teodoro Mendes Tavares C.S.Sp. (ur. 7 stycznia 1964 w São Miguel Arcanjo w Republice Zielonego Przylądka) – brazylijski duchowny katolicki, biskup Ponta de Pedras od 2015.

## Życiorys
Święcenia kapłańskie przyjął 11 lipca 1993 w Zgromadzeniu Ducha Świętego. Pracował głównie w parafiach na terenie prałatury terytorialnej Tefé, zaś w latach 2000-2011 był jej wikariuszem generalnym. Był także m.in. przełożonym zakonnego dystryktu obejmującego Amazonię (2003-2011).
16 lutego 2011 papież Benedykt XVI mianował go biskupem pomocniczym archidiecezji Belém oraz biskupem tytularnym Verbe. Sakry biskupiej udzielił mu 8 maja 2011 arcybiskup metropolita Belém - Alberto Taveira Corrêa.
10 czerwca 2015 papież Franciszek mianował go biskupem koadiutorem diecezji Ponta de Pedras. Rządy w diecezji objął 23 września 2015, po przejściu poprzednika na emeryturę.